# Sanfrecce Hiroshima 2012
Questa voce raccoglie le informazioni riguardanti il Sanfrecce Hiroshima nelle competizioni ufficiali della stagione 2012.

## Maglie e sponsor
Per la stagione 2012 la Nike decide di apportare delle variazioni al motivo delle divise, a quadri per il modello utilizzato nelle gare interne, a righe per quelle utilizzate nelle partite esterne. Sulla parte anteriore della maglia appare per la prima volta lo sponsor Edition Corporation, su quella posteriore vi è il marchio Mazda mentre sulle maniche AS Kaa Japan.
| Manica sinistra · Manica sinistra · Maglietta · Maglietta · Manica destra · Manica destra · Pantaloncini · Pantaloncini · Calzettoni | Manica sinistra · Maglietta · Maglietta · Manica destra · Pantaloncini · Pantaloncini · Calzettoni | Manica sinistra · Maglietta · Maglietta · Manica destra · Pantaloncini · Pantaloncini · Calzettoni |

## Rosa
| N. |                          | Ruolo | Calciatore        |
| -- | ------------------------ | ----- | ----------------- |
| 1  | Giappone (bandiera)      | P     | Shūsaku Nishikawa |
| 2  | Corea del Sud (bandiera) | D     | Hwang Seok-Ho     |
| 3  | Giappone (bandiera)      | D     | Daiki Nishioka    |
| 4  | Giappone (bandiera)      | D     | Hiroki Mizumoto   |
| 5  | Giappone (bandiera)      | D     | Kazuhiko Chiba    |
| 6  | Giappone (bandiera)      | C     | Toshihiro Aoyama  |
| 7  | Giappone (bandiera)      | C     | Kōji Morisaki     |
| 8  | Giappone (bandiera)      | C     | Kazuyuki Morisaki |
| 9  | Giappone (bandiera)      | A     | Naoki Ishihara    |
| 11 | Giappone (bandiera)      | A     | Hisato Satō       |
| 14 | Croazia (bandiera)       | C     | Mihael Mikić      |
| 15 | Giappone (bandiera)      | C     | Yōjirō Takahagi   |
| 16 | Giappone (bandiera)      | C     | Satoru Yamagishi  |

| N. |                          | Ruolo | Calciatore        |
| -- | ------------------------ | ----- | ----------------- |
| 18 | Giappone (bandiera)      | A     | Ryūichi Hirashige |
| 19 | Corea del Sud (bandiera) | C     | Lee Dae-Heon      |
| 20 | Giappone (bandiera)      | C     | Hironori Ishikawa |
| 21 | Giappone (bandiera)      | P     | Yutaro Hara       |
| 22 | Giappone (bandiera)      | C     | Tsubasa Yokotake  |
| 23 | Giappone (bandiera)      | C     | Kota Sameshima    |
| 24 | Giappone (bandiera)      | D     | Ryōta Moriwaki    |
| 25 | Giappone (bandiera)      | A     | Junya Osaki       |
| 26 | Giappone (bandiera)      | A     | Sena Inami        |
| 27 | Giappone (bandiera)      | C     | Kohei Shimizu     |
| 28 | Giappone (bandiera)      | C     | Takuya Marutani   |
| 35 | Giappone (bandiera)      | C     | Koji Nakajima     |

## Risultati

### J. League 1

#### Girone d'andata
| Hiroshima 10 marzo 2012 | Sanfrecce | 1 – 0 | Urawa Reds | Hiroshima Big Arch |

| Shizuoka 17 marzo 2012 | Shimizu S-Pulse | 2 – 1 | Sanfrecce | Outsourcing Stadium Nihondaira |

| Hiroshima 24 marzo 2012 | Sanfrecce | 2 – 0 | Kashima Antlers | Hiroshima Big Arch |

| Tokyo 31 marzo 2012 | FC Tokyo | 0 – 1 | Sanfrecce | Tokyo Stadium |

| Hiroshima 7 aprile 2012 | Sanfrecce | 4 – 1 | Gamba Osaka | Hiroshima Big Arch |

| Tosu 14 aprile 2012 | Sagan Tosu | 1 – 0 | Sanfrecce | Best Amenity Stadium |

| Hiroshima 21 aprile 2012 | Sanfrecce | 1 – 1 | Nagoya Grampus | Hiroshima Big Arch |

| Kawasaki 28 aprile 2012 | Kawasaki Frontale | 1 – 4 | Sanfrecce | Todoroki Athletics Stadium |

| Hiroshima 3 maggio 2012 | Sanfrecce | 0 – 1 | Albirex Niigata | Hiroshima Big Arch |

| Kashiwa 6 maggio 2012 | Kashiwa Reysol | 2 – 5 | Sanfrecce | Hitachi Kashiwa Soccer Stadium |

| Hiroshima 12 maggio 2012 | Sanfrecce | 1 – 3 | F·Marinos | Hiroshima Big Arch |

| Hiroshima 19 maggio 2012 | Sanfrecce | 3 – 2 | Vissel Kobe | Hiroshima Big Arch |

| Sapporo 26 maggio 2012 | Consadole | 2 – 5 | Sanfrecce | Sapporo Dome |

| Osaka 16 giugno 2013 | Cerezo Osaka | 1 – 4 | Sanfrecce | Nagai Stadium |

| Hiroshima 23 giugno 2013 | Sanfrecce | 0 – 0 | Omiya Ardija | Hiroshima Big Arch |

| Sendai 30 giugno 2013 | Vegalta Sendai | 2 – 2 | Sanfrecce | Yurtec Stadium Sendai |

| Hiroshima 7 luglio 2013 | Sanfrecce | 2 – 0 | Júbilo Iwata | Hiroshima Big Arch |

#### Girone di ritorno
| Hiroshima 14 luglio 2012 | Sanfrecce | 3 – 0 | Kawasaki Frontale | Hiroshima Big Arch |

| Kashima 28 luglio 2012 | Kashima Antlers | 2 – 2 | Sanfrecce | Kashima Soccer Stadium |

| Hiroshima 4 agosto 2013 | Sanfrecce | 1 – 2 | Shimizu S-Pulse | Hiroshima Big Arch |

| Saitama 11 agosto 2012 | Omiya Ardija | 1 – 2 | Sanfrecce | NACK5 Stadium Ōmiya |

| Niigata 18 agosto 2012 | Albirex Niigata | 0 – 2 | Sanfrecce | Niigata Stadium |

| Hiroshima 25 agosto 2012 | Sanfrecce | 0 – 1 | FC Tokyo | Hiroshima Big Arch |

| Iwata 1º settembre 2012 | Júbilo Iwata | 1 – 1 | Sanfrecce | Yamaha Stadium |

| Hiroshima 15 settembre 2012 | Sanfrecce | 2 – 1 | Vegalta Sendai | Hiroshima Big Arch |

| Nagoya 22 settembre 2013 | Nagoya Grampus | 1 – 2 | Sanfrecce | Mizuho Athletic Stadium |

| Hiroshima 29 settembre 2012 | Sanfrecce | 4 – 1 | Sagan Tosu | Hiroshima Big Arch |

| Yokohama 6 ottobre 2012 | F·Marinos | 0 – 0 | Sanfrecce | Nissan Stadium |

| Hiroshima 20 ottobre 2012 | Sanfrecce | 1 – 2 | Kashiwa Reysol | Hiroshima Big Arch |

| Osaka 27 ottobre 2012 | Gamba Osaka | 1 – 1 | Sanfrecce | Osaka Expo '70 Stadium |

| Sapporo 7 novembre 2012 | Sanfrecce | 3 – 0 | Consadole | Sapporo Dome |

| Saitama 17 novembre 2013 | Urawa Reds | 2 – 0 | Sanfrecce | Saitama Stadium 2002 |

| Hiroshima 24 novembre 2012 | Sanfrecce | 4 – 1 | Cerezo Osaka | Hiroshima Big Arch |

| Kobe 1º dicembre 2012 | Vissel Kobe | 0 – 1 | Sanfrecce | Home's Stadium Kobe |

### Coppa Yamazaki Nabisco
| Hiroshima 4 aprile 2012 | Sanfrecce | 1 – 1 | Kawasaki Frontale | Hiroshima Big Arch |

| Iwata 18 aprile 2012 | Júbilo Iwata | 1 – 0 | Sanfrecce | Yamaha Stadium |

| Osaka 16 maggio 2012 | Cerezo Osaka | 2 – 1 | Sanfrecce | Nagai Stadium |

| Hiroshima 6 giugno 2012 | Sanfrecce | 1 – 3 | Vegalta Sendai | Hiroshima Big Arch |

| Hiroshima 9 giugno 2012 | Sanfrecce | 5 – 1 | Sagan Tosu | Hiroshima Big Arch |

| Saitama 27 giugno 2012 | Urawa Reds | 3 – 0 | Sanfrecce | Saitama Stadium 2002 |

### Coppa dell'Imperatore
| Hiroshima 8 settembre 2012 | Sanfrecce | 1 – 2 | Imabari | Hiroshima Big Arch |

## Statistiche

### Statistiche di squadra
| Competizione             | Punti | Totale | Totale | Totale | Totale | Totale | Totale | DR  |
| Competizione             | Punti | G      | V      | N      | P      | Gf     | Gs     | DR  |
| ------------------------ | ----- | ------ | ------ | ------ | ------ | ------ | ------ | --- |
| J. League Division 1     | 64    | 34     | 19     | 7      | 8      | 63     | 34     | +29 |
| Coppa Yamazaki Nabisco   | -     | 6      | 1      | 1      | 4      | 8      | 11     | -3  |
| Coppa dell'Imperatore    | -     | 1      | 0      | 0      | 1      | 1      | 2      | -1  |
| Coppa del mondo per club | -     | 3      | 2      | 0      | 1      | 5      | 4      | +1  |
| Totale                   | -     | 50     | 23     | 9      | 18     | 85     | 53     | +32 |

### Statistiche dei giocatori
| Giocatore    | J. League 1 | J. League 1 | J. League 1 | J. League 1 | Coppa dell'Imperatore | Coppa dell'Imperatore | Coppa dell'Imperatore | Coppa dell'Imperatore | Nabisco Cup | Nabisco Cup | Nabisco Cup | Nabisco Cup | Campionato del mondo | Campionato del mondo | Campionato del mondo | Campionato del mondo | Totale   | Totale | Totale      | Totale     |
| Giocatore    | Presenze    | Reti        | Ammonizioni | Espulsioni  | Presenze              | Reti                  | Ammonizioni           | Espulsioni            | Presenze    | Reti        | Ammonizioni | Espulsioni  | Presenze             | Reti                 | Ammonizioni          | Espulsioni           | Presenze | Reti   | Ammonizioni | Espulsioni |
| ------------ | ----------- | ----------- | ----------- | ----------- | --------------------- | --------------------- | --------------------- | --------------------- | ----------- | ----------- | ----------- | ----------- | -------------------- | -------------------- | -------------------- | -------------------- | -------- | ------ | ----------- | ---------- |
| T. Aoyama    | 34          | 2           | 3           | 0           | 0                     | 0                     | 0                     | 0                     | 4           | 0           | 2           | 0           | 2                    | 1                    | 0                    | 0                    | 40       | 3      | 5           | 0          |
| K. Chiba     | 33          | 1           | 4           | 0           | 1                     | 0                     | 0                     | 0                     | 6           | 0           | 0           | 0           | 2                    | 0                    | 0                    | 0                    | 42       | 1      | 4           | 0          |
| R. Hirashige | 3           | 2           | 0           | 0           | 0                     | 0                     | 0                     | 0                     | 2           | 0           | 0           | 0           | 0                    | 0                    | 0                    | 0                    | 5        | 2      | 0           | 0          |
| S. Inami     | 1           | 0           | 0           | 0           | 0                     | 0                     | 0                     | 0                     | 1           | 0           | 0           | 0           | 0                    | 0                    | 0                    | 0                    | 2        | 0      | 0           | 0          |
| N. Ishihara  | 32          | 7           | 1           | 0           | 1                     | 0                     | 0                     | 0                     | 5           | 2           | 0           | 0           | 1                    | 0                    | 0                    | 0                    | 39       | 9      | 1           | 0          |
| H. Ishikawa  | 20          | 1           | 0           | 0           | 1                     | 0                     | 0                     | 0                     | 6           | 0           | 0           | 0           | 0                    | 0                    | 0                    | 0                    | 27       | 1      | 0           | 0          |
| T. Masuda    | 0           | 0           | 0           | 0           | 1                     | 0                     | 0                     | 0                     | 2           | 0           | 0           | 0           | 1                    | 0                    | 0                    | 0                    | 4        | 0      | 0           | 0          |
| M. Mikić     | 28          | 0           | 4           | 0           | 0                     | 0                     | 0                     | 0                     | 1           | 0           | 0           | 0           | 2                    | 0                    | 0                    | 0                    | 31       | 0      | 4           | 0          |
| H. Mizumoto  | 34          | 2           | 2           | 0           | 0                     | 0                     | 0                     | 0                     | 6           | 0           | 0           | 0           | 2                    | 0                    | 1                    | 0                    | 42       | 2      | 3           | 0          |
| Ka. Morisaki | 33          | 3           | 4           | 0           | 1                     | 0                     | 0                     | 0                     | 2           | 0           | 0           | 0           | 2                    | 0                    | 1                    | 0                    | 38       | 3      | 5           | 0          |
| Ko. Morisaki | 28          | 6           | 2           | 0           | 1                     | 0                     | 0                     | 0                     | 5           | 2           | 2           | 0           | 2                    | 0                    | 0                    | 0                    | 36       | 8      | 4           | 0          |
| R. Moriwaki  | 34          | 4           | 5           | 0           | 1                     | 0                     | 0                     | 0                     | 4           | 0           | 2           | 0           | 2                    | 0                    | 0                    | 0                    | 41       | 4      | 7           | 0          |
| K. Nakajima  | 2           | 1           | 1           | 0           | 0                     | 0                     | 0                     | 0                     | 5           | 0           | 0           | 0           | 0                    | 0                    | 0                    | 0                    | 7        | 1      | 1           | 0          |
| S. Nishikawa | 34          | 0           | 0           | 0           | 0                     | 0                     | 0                     | 0                     | 4           | 0           | 0           | 0           | 2                    | 0                    | 0                    | 0                    | 40       | 0      | 0           | 0          |
| G. Notsuda   | 5           | 0           | 0           | 0           | 0                     | 0                     | 0                     | 0                     | 2           | 0           | 0           | 0           | 0                    | 0                    | 0                    | 0                    | 7        | 0      | 0           | 0          |
| J. Osaki     | 12          | 1           | 0           | 0           | 0                     | 0                     | 0                     | 0                     | 3           | 0           | 0           | 0           | 0                    | 0                    | 0                    | 0                    | 15       | 1      | 0           | 0          |
| H. Sato      | 34          | 22          | 0           | 0           | 1                     | 1                     | 0                     | 0                     | 6           | 3           | 0           | 0           | 2                    | 1                    | 0                    | 0                    | 43       | 27     | 0           | 0          |
| K. Shimizu   | 24          | 4           | 4           | 0           | 1                     | 0                     | 0                     | 0                     | 5           | 1           | 4           | 0           | 2                    | 0                    | 0                    | 0                    | 32       | 5      | 8           | 0          |
| K. Sameshima | 0           | 0           | 0           | 0           | 1                     | 0                     | 0                     | 0                     | 2           | 0           | 0           | 0           | 0                    | 0                    | 0                    | 0                    | 3        | 0      | 0           | 0          |
| H. Seok-Ho   | 18          | 0           | 3           | 0           | 0                     | 0                     | 0                     | 0                     | 4           | 0           | 0           | 0           | 2                    | 0                    | 0                    | 0                    | 24       | 0      | 3           | 0          |
| T. Shiotani  | 3           | 0           | 0           | 0           | 1                     | 0                     | 0                     | 0                     | 0           | 0           | 0           | 0           | 0                    | 0                    | 0                    | 0                    | 4        | 0      | 0           | 0          |
| Y. Takahagi  | 34          | 4           | 2           | 0           | 1                     | 0                     | 0                     | 0                     | 5           | 0           | 1           | 0           | 2                    | 0                    | 0                    | 0                    | 42       | 4      | 3           | 0          |
| S. Tsujio    | 5           | 0           | 0           | 0           | 1                     | 0                     | 0                     | 0                     | 0           | 0           | 0           | 0           | 0                    | 0                    | 0                    | 0                    | 6        | 0      | 0           | 0          |
| T. Yokotake  | 0           | 0           | 0           | 0           | 0                     | 0                     | 0                     | 0                     | 2           | 0           | 0           | 0           | 0                    | 0                    | 0                    | 0                    | 2        | 0      | 0           | 0          |